# Campeonato Sudamericano de Clubes de Voleibol Masculino de 2019
El Campeonato Sudamericano de Clubes de Voleibol Masculino de 2019 fue la décima primera edición del torneo de voleibol masculino más importante a nivel de clubes en Sudamérica desde su reanudación. El torneo comenzó el 26 de febrero y finalizará el 2 de marzo de 2019 y tuvo por sede la ciudad de Belo Horizonte (Brasil).
El Sada Cruzeiro se sagró campeón por la cuarta vez consecutiva, sexta vez en general, e se classificó para el Campeonato Mundial Masculino de Clubes de la FIVB de 2019.

## Equipos participantes
Los campeones nacionales de Argentina, Brasil, Perú y Uruguay obtuvieron la clasificación al torneo.
| País      | Cupos | Equipos                                                                                         |
| --------- | ----- | ----------------------------------------------------------------------------------------------- |
| Argentina | 2     | UPCN San Juan - campeón argentino Obras de San Juan - campeón de la copa argentina (Copa ACLAV) |
| Brasil    | 2     | Sada Cruzeiro - campeón defensor, campeón brasilero FIAT/Minas - equipo organizador             |
| Perú      | 1     | Regatas Lima - campeón peruano                                                                  |
| Uruguay   | 1     | Nacional - vicecampeón uruguayo.                                                                |

## Modo de disputa
El campeonato se juega en dos fases, la fase de grupos y las eliminatorias. En primera instancia, los equipos se dividen en dos grupos, A y B, donde los equipos se enfrentan los unos a los otros. Los dos mejores equipos de cada grupo avanzan a la segunda fase, de eliminatorias. 
Los equipos ubicados en las terceras posiciones de cada grupo se enfrentan para determinar el quinto puesto, mientras que los últimos de grupo se enfrentan por el séptimo puesto.
Los mejores cuatro equipos se enfrentan en la segunda fase, donde el primero de un grupo se enfrenta al segundo del otro. Los dos ganadores avanzan a la final mientras que los perdedores disputan el tercer puesto.

## Resultados

### Primera fase
Los horarios corresponden al huso horario de Brasil en verano, UTC–2.

#### Grupo A
| Pos. | Equipo        | Pts | PG | PP | SG | SP | PG  | PP  |
| ---- | ------------- | --- | -- | -- | -- | -- | --- | --- |
| 1.°  | Sada Cruzeiro | 6   | 2  | 0  | 6  | 2  | 181 | 144 |
| 2.°  | UPCN San Juan | 3   | 1  | 1  | 5  | 4  | 199 | 185 |
| 3.°  | Regatas Lima  | 0   | 0  | 2  | 1  | 6  | 120 | 171 |

|  | Clasificados a semifinales. |

| Fecha         | Hora  | Equipo 1      | Res.  | Equipo 2      | Set 1 | Set 2 | Set 3 | Set 4 | Set 5 | Total     | Reporte |
| ------------- | ----- | ------------- | ----- | ------------- | ----- | ----- | ----- | ----- | ----- | --------- | ------- |
| 26 de febrero | 20:00 | Sada Cruzeiro | 3 – 2 | UPCN San Juan | 23-25 | 18-25 | 25-22 | 25-20 | 15-11 | 106 – 103 | Reporte |
| 27 de febrero | 20:00 | Sada Cruzeiro | 3 – 0 | Regatas Lima  | 25-13 | 25-14 | 25-14 |       |       | 75 – 41   | Reporte |
| 28 de febrero | 20:00 | UPCN San Juan | 3 – 1 | Regatas Lima  | 25-22 | 21-25 | 25-15 | 25-17 |       | 96 – 79   | Reporte |

#### Grupo B
| Pos. | Equipo            | Pts | PG | PP | SG | SP | PG  | PP  |
| ---- | ----------------- | --- | -- | -- | -- | -- | --- | --- |
| 1.°  | FIAT/Minas        | 6   | 2  | 0  | 6  | 1  | 171 | 139 |
| 2.°  | Obras de San Juan | 3   | 1  | 1  | 4  | 3  | 161 | 157 |
| 3.°  | Nacional          | 0   | 0  | 2  | 0  | 6  | 111 | 150 |

|  | Clasificados a semifinales. |

| Fecha         | Hora  | Equipo 1          | Res.  | Equipo 2          | Set 1 | Set 2 | Set 3 | Set 4 | Set 5 | Total   | Reporte |
| ------------- | ----- | ----------------- | ----- | ----------------- | ----- | ----- | ----- | ----- | ----- | ------- | ------- |
| 26 de febrero | 18:00 | FIAT/Minas        | 3 – 1 | Obras de San Juan | 21-25 | 25-20 | 25-22 | 25-22 |       | 96 – 89 | Reporte |
| 27 de febrero | 18:00 | FIAT/Minas        | 3 – 0 | Nacional          | 25-23 | 25-12 | 25-15 |       |       | 75 – 50 | Reporte |
| 28 de febrero | 18:00 | Obras de San Juan | 3 – 0 | Nacional          | 25-19 | 25-20 | 25-22 |       |       | 75 – 61 | Reporte |

### Segunda fase
Los horarios corresponden al huso horario de Brasil en verano, UTC–2.
|  | Semifinales       | Semifinales |               |               | Final             | Final        |  |
|  |                   |             |               |               |                   |              |  |
|  |                   |             |               |               |                   |              |  |
|  | Sada Cruzeiro     | 3           |               |               |                   |              |  |
|  | Sada Cruzeiro     | 3           |               |               |                   |              |  |
|  | Obras de San Juan | 2           |               |               |                   |              |  |
|  | Obras de San Juan | 2           |               | Sada Cruzeiro | 3                 |              |  |
|  |                   |             |               | Sada Cruzeiro | 3                 |              |  |
|  |                   |             | UPCN San Juan | 1             |                   |              |  |
|  | FIAT/Minas        | 0           | UPCN San Juan | 1             |                   |              |  |
|  | FIAT/Minas        | 0           |               |               |                   |              |  |
|  | UPCN San Juan     | 3           |               |               | Tercer lugar      | Tercer lugar |  |
|  | UPCN San Juan     | 3           |               |               | Tercer lugar      | Tercer lugar |  |
|  |                   |             |               |               |                   |              |  |
|  |                   |             |               |               | FIAT/Minas        | 1            |  |
|  |                   |             |               |               | FIAT/Minas        | 1            |  |
|  |                   |             |               |               | Obras de San Juan | 3            |  |
|  |                   |             |               |               | Obras de San Juan | 3            |  |
|  |                   |             |               |               |                   |              |  |

|  | Quinto puesto |   |  |
|  |               |   |  |
|  | Nacional      | 0 |  |
|  | Nacional      | 0 |  |
|  | Regatas Lima  | 3 |  |
|  | Regatas Lima  | 3 |  |

#### Semifinales
| Fecha      | Hora  | Equipo 1      | Res.  | Equipo 2          | Set 1 | Set 2 | Set 3 | Set 4 | Set 5 | Total     | Reporte |
| ---------- | ----- | ------------- | ----- | ----------------- | ----- | ----- | ----- | ----- | ----- | --------- | ------- |
| 1 de marzo | 21:30 | Sada Cruzeiro | 3 – 2 | Obras de San Juan | 24-26 | 22-25 | 27-25 | 25-23 | 15-13 | 113 – 112 | Reporte |
| 1 de marzo | 19:30 | FIAT/Minas    | 0 – 3 | UPCN San Juan     | 25-27 | 18-25 | 14-25 |       |       | 57 – 77   | Reporte |

#### Quinto puesto
| Fecha      | Hora  | Equipo 1 | Res.  | Equipo 2     | Set 1 | Set 2 | Set 3 | Set 4 | Set 5 | Total   | Reporte |
| ---------- | ----- | -------- | ----- | ------------ | ----- | ----- | ----- | ----- | ----- | ------- | ------- |
| 1 de marzo | 17:00 | Nacional | 0 – 3 | Regatas Lima | 17-25 | 22-25 | 13-25 |       |       | 52 – 75 | Reporte |

#### Tercer puesto
| Fecha      | Hora  | Equipo 1   | Res.  | Equipo 2          | Set 1 | Set 2 | Set 3 | Set 4 | Set 5 | Total   | Reporte |
| ---------- | ----- | ---------- | ----- | ----------------- | ----- | ----- | ----- | ----- | ----- | ------- | ------- |
| 2 de marzo | 17:30 | FIAT/Minas | 1 – 3 | Obras de San Juan | 20-25 | 25-22 | 24-26 | 17-25 |       | 86 – 98 | Reporte |

#### Final
| Fecha      | Hora  | Equipo 1      | Res.  | Equipo 2      | Set 1 | Set 2 | Set 3 | Set 4 | Set 5 | Total   | Reporte |
| ---------- | ----- | ------------- | ----- | ------------- | ----- | ----- | ----- | ----- | ----- | ------- | ------- |
| 2 de marzo | 20:30 | Sada Cruzeiro | 3 – 1 | UPCN San Juan | 25-19 | 25-18 | 21-25 | 25-16 |       | 96 – 78 | Reporte |

## Posiciones finales
| Pos.              | Equipo            |
| ----------------- | ----------------- |
| Medalla de oro    | Sada Cruzeiro     |
| Medalla de plata  | UPCN San Juan     |
| Medalla de bronce | Obras de San Juan |
| 4.°               | FIAT/Minas        |
| 5.°               | Regatas Lima      |
| 6.°               | Nacional          |

|  | Clasificado al Mundial de Clubes de la FIVB de 2019 |

| Campeón Sudamericano de Clubes |
| ------------------------------ |
| Sada Cruzeiro Sexto título     |

## Distinciones individuales
Al culminar la competición la organización del torneo entregó los siguientes premios individuales:
- Jugador más valioso (MVP)

 Taylor Sander (Sada Cruzeiro)
- Mejor armador

 Maximiliano Cavanna (UPCN San Juan)
- Mejores atacantes de punta

 Rodrigo Souza (Sada Cruzeiro)
 Osniel Melgarejo (Obras de San Juan)
- Mejores centrales

 Flávio Gualberto (FIAT/Minas)
 Isac Santos (Sada Cruzeiro)
- Mejor opuesto

 Jesús Herrera (Obras de San Juan)
- Mejor líbero

 Matías Salvo (UPCN San Juan)